# Klaus Grude
Klaus Grude, auch Nikolaus Grude oder Clawes Grude (* vor 1466; † nach 1493) war ein spätgotischer Erz- und Rotgießer in Lübeck.

## Leben und Werk

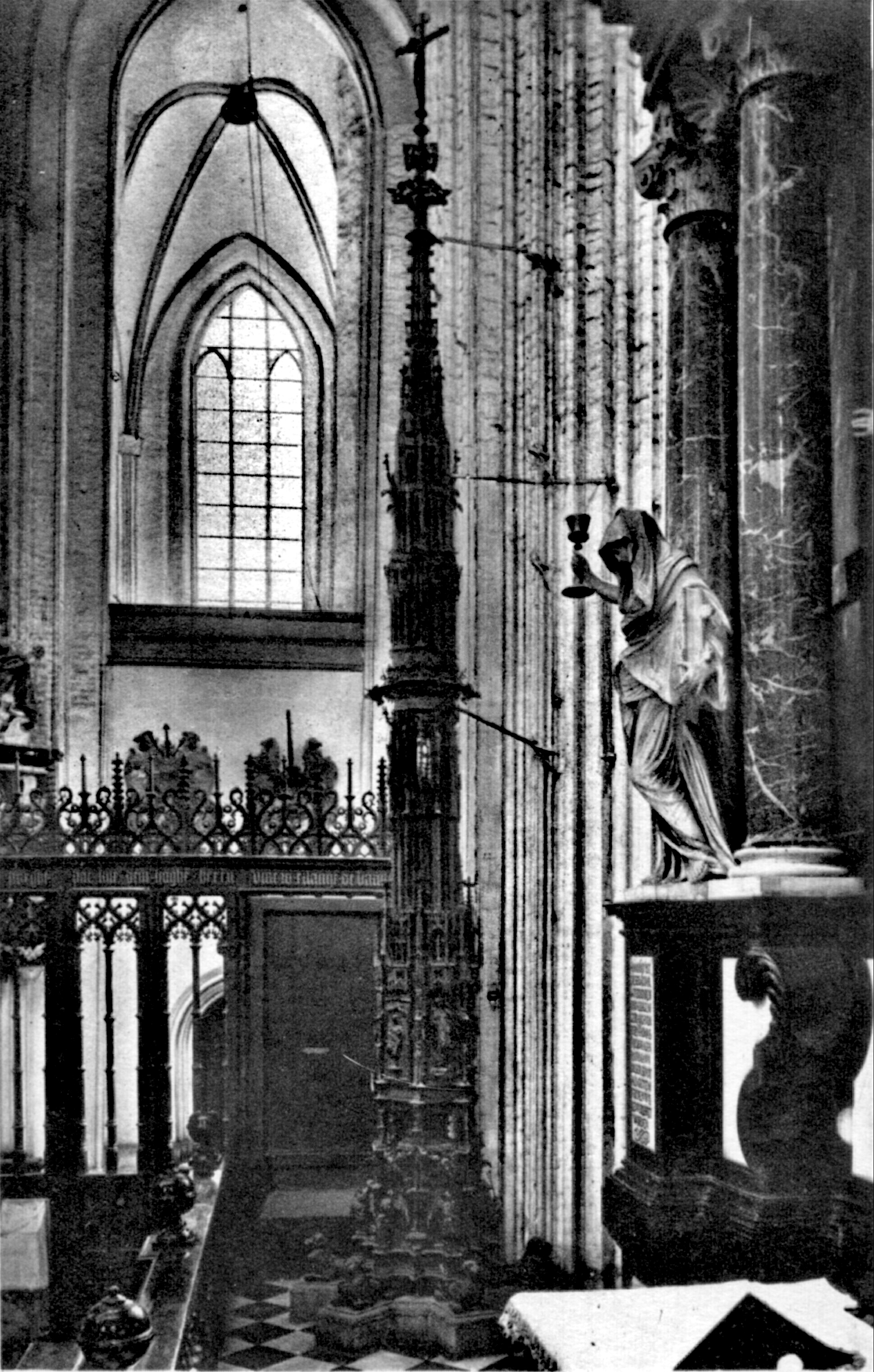
Sakramentshaus in der Lübecker Marienkirche

Der Name dieses Lübecker Gießers ist mit zwei wichtigen erhaltenen Werken verknüpft: Grude stellte die dritte und jüngste der großen Lübecker Fünten für die Jakobikirche und das Sakramentshaus für die Marienkirche her.
Das eherne Taufbecken der Jakobikirche ist von Grude beim Guss mit Pfingsten 1466 signiert und datiert. Es war eine testamentarische Stiftung des Lübecker Ratsherrn Johann Broling. Das Becken steht auf den gleichen Füßen in der Gestalt kniender Engel wie das Taufbecken von Lorenz Grove aus dem Jahr 1455 im Lübecker Dom. Daraus wird gefolgert, die Formen Groves müssten auf Klaus Grude übergegangen sein. Außen sind auf dem Kessel neun Reliefs mit Bildern der Apostel aufgenietet, das Taufbecken wurde also nicht in einem Stück gegossen.
Das Sakramentshaus in der Marienkirche ist ein Turm mit einer Höhe von 9,5 Metern mit ca. 1.000 bronzenen, teilweise vergoldeten Einzelteilen, an der Nordwand des Chorraums. Der Guss wird von einer Vielzahl von Figuren geschmückt und beruht auf dem Entwurf des Goldschmieds Klaus Rughesee. Die Erstellung durch Grude in Zusammenarbeit mit Rughese erfolgte in den Jahren 1476 bis 1479.
Grude ist in der Zeit von 1480 bis 1493 durch den Besitz eines Hauses in der Kupferschmiedestraße Nr. 13 in Lübeck nachgewiesen. Anschließend erwarb er ein Haus in der Fischergrube Nr. 46, das im Jahr 1555 weiterverkauft wurde.